# William H. Emery Jr. House
La William H. Emery Jr. House è una residenza storica situata a Elmhurst, Illinois, progettata dall'architetto Walter Burley Griffin, noto esponente della Prairie School. Completata nel 1903, questa abitazione rappresenta una delle prime commissioni indipendenti di Griffin e un esempio distintivo dell'architettura della Prairie School.

## Storia
La casa fu commissionata da William H. Emery Sr., un influente cittadino di Elmhurst, come regalo di nozze per il figlio William H. Emery Jr.. Emery Sr. acquistò la proprietà originaria nel 1887 e contribuì allo sviluppo della città, introducendo l'elettricità e il sistema idrico.
William H. Emery Jr., amico personale di Walter Burley Griffin, incontrò l'architetto durante gli anni scolastici. La decisione di affidare il progetto a Griffin piuttosto che al suo mentore Frank Lloyd Wright derivò dalla convinzione di Emery Jr. che Wright non avrebbe accettato facilmente le sue idee personali per il design della casa. L'edificio, completato nel 1903, è una delle due case progettate da Griffin a Elmhurst, insieme alla William B. Sloane House del 1909.
La casa è stata restaurata nel 1979 dall'architetto Edward L. Balluff e dalla moglie Gail, per poi essere inserita nel National Register of Historic Places nel maggio 2004.

## Architettura
La casa è situata all'angolo nord-est di Arlington Avenue e Adelia Street, su un lotto rettangolare di circa 53 x 58 metri. L'edificio misura 19 x 10 metri e presenta una pianta rettangolare interrotta solo dal porte-cochère sul lato ovest e da un'ala a due piani sul lato est.
L'architettura combina vari materiali, tra cui calcestruzzo, mattoni rossi, stucco color pietra e legno, con un tetto a falde ripide in scandole di cedro, un elemento influenzato dall'architettura giapponese. Gli elementi distintivi della Prairie School, come le linee orizzontali, le finestre con vetri decorati e i caminetti in mattoni intricati, sono stati preservati e valorizzati durante i restauri).
All'interno, Griffin si distingue da Wright per la sua concezione degli spazi verticali. Dopo un ingresso con soffitto basso, il visitatore è accolto da un ampio soggiorno a doppia altezza, caratterizzato da un grande camino circolare e scaffalature con vetri piombati. La pianta prevede anche un gioco di livelli: una mezza scala conduce al soggiorno principale, dotato di illuminazione incassata e porte francesi che si affacciano sull'esterno.
Tra gli elementi decorativi, spiccano applique in ottone e vetro colorato, un design originariamente attribuito a Griffin, che appare anche in progetti di Frank Lloyd Wright, come la Susan Dana House di Springfield, Illinois.

## Rilevanza e studi architettonici
La William H. Emery Jr. House è considerata un esempio significativo dell'architettura della Prairie School. Lo storico dell'architettura H. Allen Brooks ha evidenziato la visione unica di Griffin nel suo approccio al design:
La casa, attualmente una residenza privata, è oggetto di continuo interesse per il suo valore storico e architettonico.